# Be-Ge Hockey Center

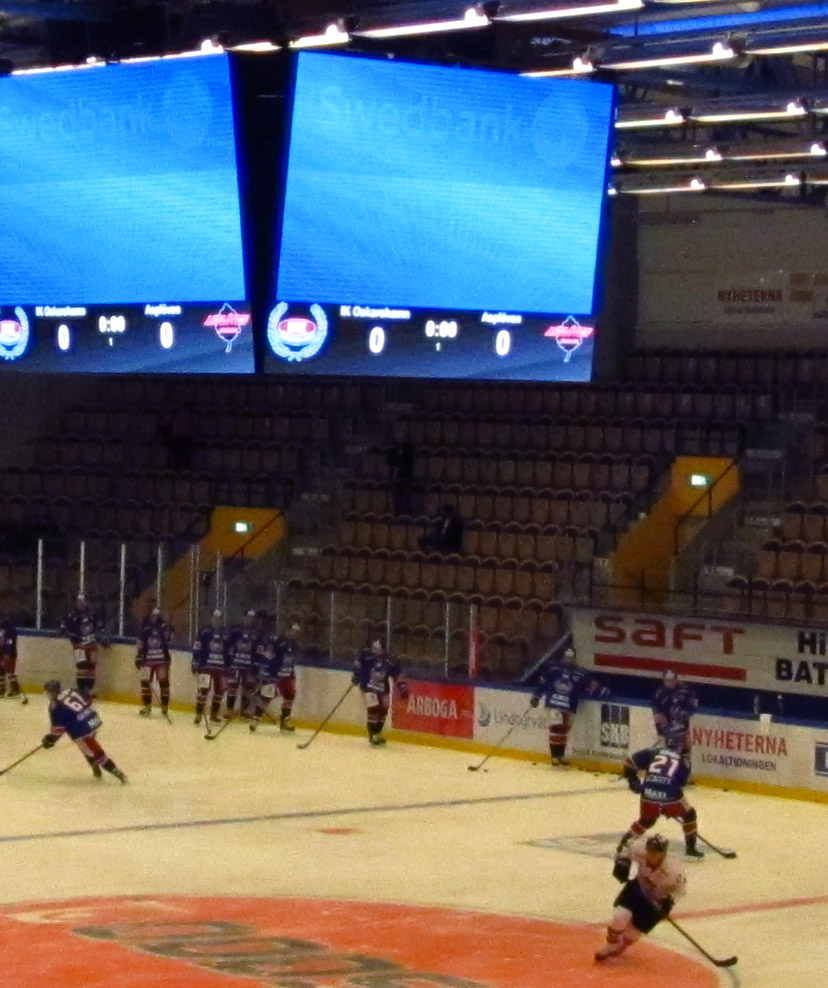
2013 installerades en ny mediakub i arenan.

Be-Ge Hockey Center är en ishall som utgör en del av en multisportanläggningen Arena Oskarshamn i Oskarshamn. Ishallen är hemmaplan för ishockeylaget IK Oskarshamn.

## Allmänt
Be-Ge Hockey Center ligger i multisportanläggningen Arena Oskarshamn, vilken består av en ishall, simhall med äventyrsbad samt konstgräsplan, vilken görs om till bandyarena under vinterhalvåret. Här finns även lokaler för IK Oskarshamns kansli och Oskarshamns kommuns fritidskontor.
Oskarshamns ishall invigdes den 10 november 1974 då Sveriges gamla landslag besegrade IK Oskarshamn, då under namnet IK 70, med 6–2 inför 2 600 åskådare. Första landskampen i hallen spelades den 15 december 1974, en juniormatch där Sovjetunionen besegrade Sverige med 5–2.
Arena Oskarshamn är resultatet av en totalrenovering som gjordes 2004. På ishockeymatcher kan arenan ta emot 3 275 åskådare, varav 1 692 sittande. Redan under den första säsongen med den nya och större arenan ökade publikgenomsnittet med 452 personer per grundseriematch.
Publikrekordet lyder numera på 3 275 personer och sattes i matchen mot Leksands IF den 27 december 2011. Då vann IK Oskarshamn med 5-2. Tidigare har det som mest varit 3 100 personer, vid tre matcher som IK Oskarshamn spelade 2005, Leksands IF 9 januari 2005, Skellefteå AIK 19 januari 2005 och Brynäs IF 20 mars 2005. Arenans maxkapacitet var vid den tiden 3 100 åskådare eftersom den inte var färdigbyggd.
I början av april 2015 presenterades ett samarbetsavtal mellan IK Oskarshamn och Be-Ge Koncernen, där bland annat Be-Ge Hockey Center presenterades som nytt arenanamn. Detta efter att Oskarshamns kommun upplåtit namnrätten för Arena Oskarshamns ishallsdel under fem år till IK Oskarshamn.

## Urval övriga evenemang
2006 spelade artisten Håkan Hellström i Arena Oskarshamn. Den 10-12 februari 2012 hölls en fyrnationers landslagsturnering för damer i Arena Oskarshamn. Deltagande lag var Sverige, Finland, Ryssland och Tyskland.
Den 3 mars 2013 spelades en herrlandskamp i ishockey i arenan. Tre Kronor slog Slovakiens ishockeylandslag med 6-1 inför 3 383 åskådare vilket är arenans gällande publikrekord.

## Faciliteter
I arenan finns VIP-restaurang, café, kiosker och två pubar. Före seriestarten 2013 installerades en ny mediakub i arenan. Skärmarna är av LED-typ med en yta av totalt 55 kvadratmeter.